# Zone de fracture de Jan Mayen

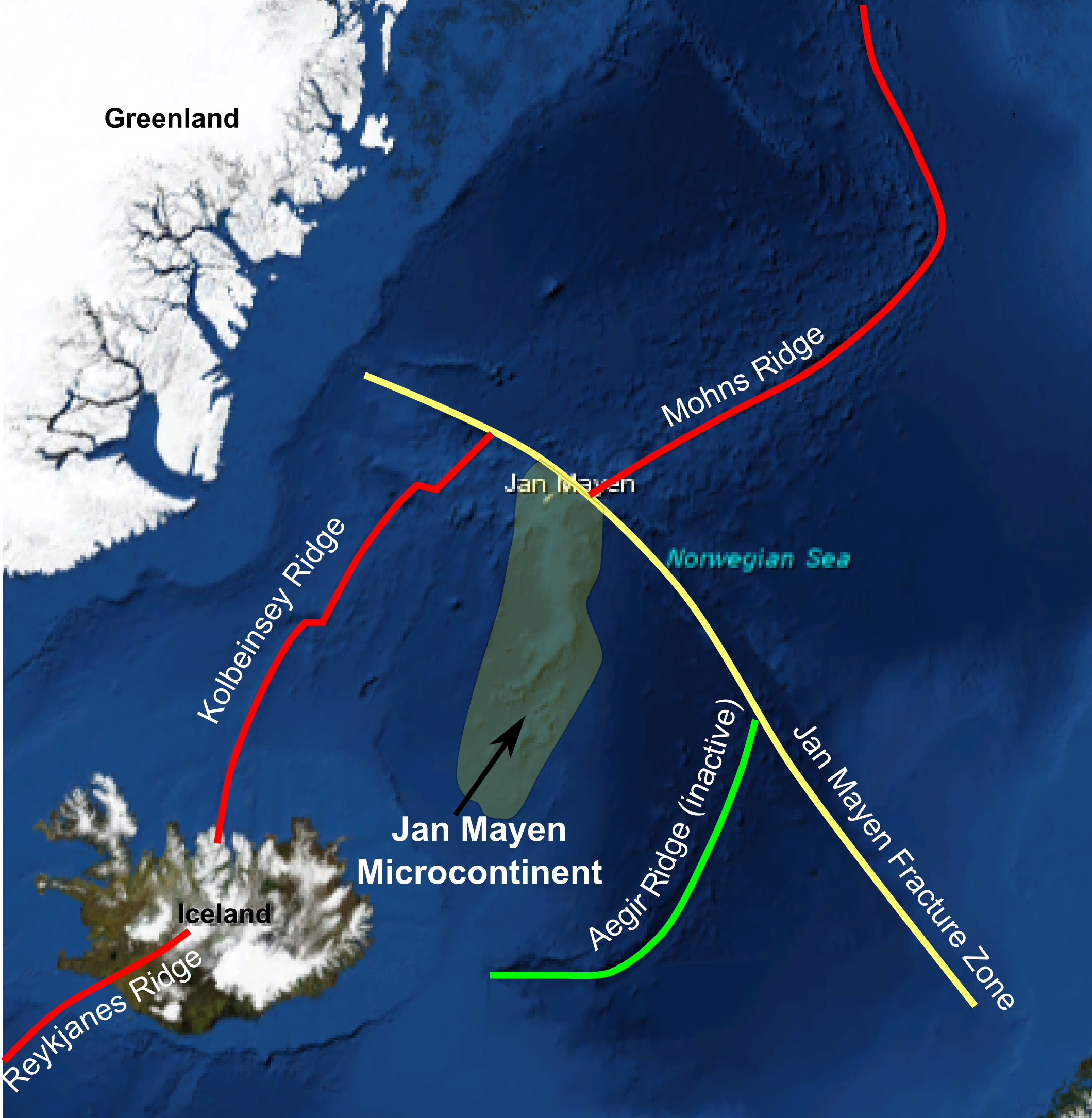
Carte des dorsales entre l'Islande et l'île Jan Mayen avec la zone de fracture de Jan Mayen au sud-est de l'île.

La zone de fracture de Jan Mayen est une zone de déformation de la dorsale médio-Atlantique orientée nord-ouest-sud-est, formée de failles transformantes et située dans le nord de l'océan Atlantique et dans le sud de l'océan Arctique.
Cette zone de fracture de la croûte océanique marque la limite entre la dorsale Kolbeinsey (au sud) et la dorsale Mohns (au nord) et passe à proximité des côtes nord de l'île de Jan Mayen.